# Матија Грбић
Матија Грбић (Matthias Garbitius Illyricus, Ματθίας Γαρβύκιος Ἰλλυρικός, 1505 — 1559) био је хуманиста. Познат и често цитиран под називом Illyricus. Син сиромашних родитеља рано је отишао у Нирнберг 1520. одакле га професор Јоаким Камераријус, филолог и историчар шаље на Хајделбершки универзитет. У Витенбергу похађа Меланхтонова предавања, а 6. маја 1534. постаје magister artium и на истом универзитету предаје грчку књижевност. На препоруку Камераријуса, Лутера и Меланхтона 13. септембра 1537. одлази у Тибинген на Facultas artium где је постао професор класичних језика и моралне филозофије и био декан у три мандата. О Грбићевом животу највише се сазнаје из посмртног слова које је одржао његов колега Георг Либлер, професор физике у Тибингену, а који је одштампао Либлеров ученик Виланд 1614. године.

## Матијин рад
"Оковани Прометеј" с преводом и коментарима Матије Грбића је једно од првих штампаних издања Есхилових дела и као такво има неоспорни значај. Сама посвета у издању "Окованог Прометеја" указује да је Грбић наставио дугу традицију алегоријског тумачења митова и да је грчкој књижевности приступао и као грециста и као професор моралне филозофије. Усмереност према класичним писцима и познавање античке књижевности огледа се у бројним цитатима грчких и римских аутора којима прожима свој спис. Важно место у спису заузима и одбрана етике. У свом духу Грбић спаја хришћанску науку и античку књижевност истичући правила моралног живота. Грбићево дело свакако може бити основа за проучавање традиције алегоријског тумачења као и односа хуманиста према грчкој и римској књижевности.
Из раздобља Грбићевог живота у Витенбергу очуване су његове три пригодне песме: два епитафа и епиталамион, у елегијским дистисима, на грчком језику, штампане 1543. Епитаф од 24 дистиха посвећен је Јоакиму I, бранденбуршком изборном кнезу, а други од 3 дистиха математичару и астроному Ивану Кариону. Епиталамион од 82 дистиха посвећен је удаји Меланхтонове кћери: de nuptiis Georgii Sabini et Annae, filiae Melanchthonis. Грбићеве песме на латинском које се помињу у Меланхтоновој препоруци за Тибинген нису сачуване.
У Тибингену 1538. Грбић пише кратку песму од 3 дистиха коју посвеђује делу Јакоба Шека Philosophiae naturalis omnes disputationes ac universa tractatio.
Збирку Epitaphia quaedam non inscita partim graeca partim latina издаје 1543. У овој се збирци поред његових надгробних епиграма налазе и епитафи других аутора као и carmen προτρεπτικον ad Laurentium Durium Noricum, discipulum suum.
Године 1544. настао је спис Carmen gratulatorium de nuptiis illustrissimi principis et D. Domino Christophori Ducis in Wirteberg који садржи пет пригодних песама од којих су четири краће написане на латинском, док је средња од 60 дистиха на грчком језику.
Исте године Грбић издаје своје школске говоре: Oratio de vita, moribus, doctrina et professione Hippocratis te Oratio de doctrina morum et vitae, а 1552. штампа и Oratio funebris de vita et obitu clarissimi viri d. Ioannis Sichardi i. v. d. excellentissimi Tubingae in frequenti scholae conventu habita a Mathia Garbitio Illyrico., уз који се налази и песма посвете на грчком и латинском језику и три епитафа.
Године 1557. излази дело Orationes publice in celeberrima Tubingensi Academia a professoribus publicis per hoc trimestre habitae. У овој збирци се налазе три Грбићева говора одржана током његовог трећег деканског мандата: Oratio habita a D. Magistro Mathia Garbitio Illyrico, graecae linguae ac moralis disciplinae professore publico, in promotione baccalaureorum, други говор ...in solemnitate divae Catharinae, и трећи ...in promotione Magistrorum. Године 1559. штампана су у Базелу Hesiodi opera et dies, cum interpretatione Latina et scholiis, utrisque ad planiorem explicationem accomodatis te Aeschyli Prometheus. Два Грбићева превода, Есхилов "Оковани Прометеј" и Хезиодова "Дела и дани", су објављена пред сам крај његовог живота, док је превод Аристејевог писма с грчког на латински издат постхумно, године 1561.